# のぞきからくり

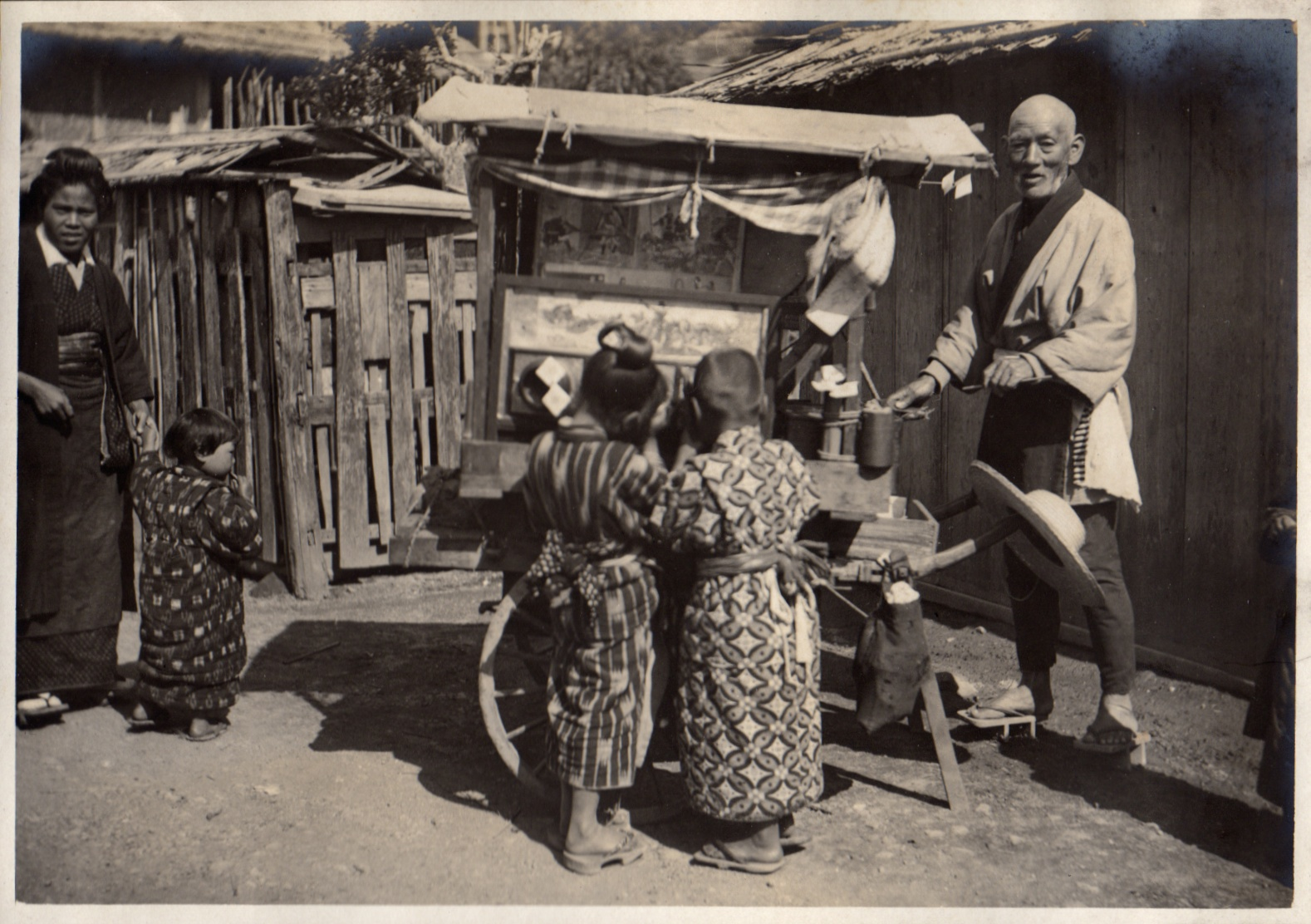
覗きからくりの屋台。大正初期

のぞきからくりは、江戸時代から明治にかけて盛んに行われていた大道芸のひとつで、客にレンズ越しに情景を描いた絵を覗かせ、「からくり節」ないし「覗き節」と称される節回しに乗せて説明を加えながら、紐を操作するなどして絵を次々と差し替えながら見せる見世物。
覗き眼鏡、西洋眼鏡、舶来覗眼鏡とも呼ばれた。

## 表記と異称
表記は平仮名で「のぞきからくり」とするのが一般的であり、かつて江戸では「のぞき」、上方では「からくり」とも呼ばれたというが、逆とする説もある。しかし、「覗きからくり」、「覗機関」と書くこともあり、さらに「覗眼鏡」とも称した。また、仕掛けの中に仕込む絵を指す、「覗き絵」、「眼鏡絵」、「からくり絵」といった表現で、この見世物に言及することもある。

## 形態
幅1メートル余り（三尺余）から1.8メートル（一間）ほどの屋台の前面に5-6個の覗き穴があり、中を覗くと、仕掛けられた絵がレンズで拡大されて見える。屋台を挟んで左右に男女の演者が立ち、鞭で屋台を叩いて調子を取りながら、「からくり節」に乗せて演者の男女で掛け合うなどしながら物語を進めた。こうした演者は「口上師」などと呼ばれた。見物料金は、1899年（明治32年）の福岡県田川郡で、大人2銭、子ども1銭という記録がある。
のぞきからくりは、映画の興隆とともに人気が衰え、昭和初期には既にわずかな数が残るだけとなっていたとされる。新潟県新潟市西蒲区（旧 巻町）の巻郷土資料館には、全国で唯一とされる実演可能な往時ののぞきからくりが現存しており、新潟市指定有形民俗文化財となっている。

## おもな演目

### 歌舞伎種
- 八百屋お七[2][16][17]、お七吉三[14]
- お半長右衛門[14]
- お染久松[14][5]
- 忠臣蔵[2][5]
- 石川五右衛門[5]

### 新派
- 不如帰[14]
- 己が罪[14]

### 戦記物/時局物
- 日清戦争[18]
- 日露戦争（橘中佐[18]・広瀬中佐[19]）
- 肉弾三勇士[1]

### その他
- 地獄極楽[5]
- 幽霊の継子いじめ[17][20]

## 歴史
17世紀末期のヨーロッパで生まれ、1750年代の京都などで渡来したものが確認される。
渡来時期は不明であるが、オランダ商館日記によると、1638年（寛永15年）‐1664年（寛文4年）の26年間に「曲鏡之繪，曲遠眼鏡」（ガラス絵とプリズム付きの遠眼鏡）、「暗室鏡」（doncker camer glassen、カメラ・オブスクラ）、「透視箱」（perspectijff casken、透視投影を見る物）などがあり、のぞきからくりのルーツが上記の物か別のルーツから来ているかは判別がついていない。

## 関連文献
- 河本正義 編『覗き眼鏡の口上歌』（原著 1935年/久山社 日本児童文化史叢書 1995年）
- 山本慶一「のぞきからくりと写し絵」南博ほか 編『えとく：紙芝居・のぞきからくり 写し絵の世界』白水社、1982年